# Izbugyaradvány
Izbugyaradvány (szlovákul: Vyšná Radvaň) Laborcradvány község településrésze, korábban önálló falu Szlovákiában, az Eperjesi kerület Mezőlaborci járásában.

## Fekvése
Mezőlaborctól 16 km-re délre fekszik, Laborcradványnak a Laborc jobb partjára eső részét képezi.

## Története
A falu 1440-ben bukkan fel először a történeti forrásokban „Radvan” alakban. 1476-ban az Izbugyai család birtoka. 1557-ben 2 portája adózott. 1715-ben malma és 20 háztartása volt. 1787-ben 61 házában 387 lakos élt.
A 18. század végén Vályi András így ír róla: „RADVÁNY. Tót falu Zemplén Vármegyében, földes Urai több Uraságok, lakosai ó hitüek, fekszik Horbok-Csebinyéhez fél óránnyira, határja 2 nyomásbéli, kevés zabot, tatárkát, és krompélyt terem, földgye agyagos, erdeje van, szőleje nints, piatza Sztropkón.”
1828-ban 61 háza volt 463 lakossal.
Fényes Elek 1851-ben kiadott geográfiai szótárában így ír a faluról: „Radvány, orosz falu, Zemplén vmegyében, Papina fil., 460 g. kath., 13 zsidó lak., 797 hold szántófölddel. F. u. Kazinczy. Ut. p. Nagy-Mihály.”
A 19. és 20. században az Andrássyak és mások birtoka. Lakói pásztorok, takácsok, bognárok, erdei munkások voltak. Sokan foglalkoztak paprika és sáfrány termesztéssel.
Borovszky Samu monográfiasorozatának Zemplén vármegyét tárgyaló része szerint: „Izbugyaradvány, szintén Laborczmenti ruthén kisközség, körjegyzőségi székhely, 96 házzal és 606 gör. kath. vallású lakossal. Postája Laborczradvány, távírója Radvány. Saját vasúti állomása van. A többi Izbugya előnevű község sorsában osztozott s birtokviszonyai is azonosak. Most Miklós Bélának és Andrássy Antalnak van itt nagyobb birtoka. 1873-ban nagy éhinség uralkodott lakosai között. Gör. kath. temploma 1784-ben épült.”
1910-ben 572-en, többségében ruszinok lakták, jelentős német és magyar kisebbséggel. Az első világháborúban határában harcok folytak az osztrák-magyar és a cári csapatok között. 1920 előtt Zemplén vármegye Mezőlaborci járásához tartozott.
1964-ben vonták össze Laborcradvánnyal.

## Nevezetességei
A Nagyboldogasszony tiszteletére szentelt, görögkatolikus temploma 1791-ben épült.